# کوین گارسیا
کوین گارسیا (انگلیسی: Kevin Garcia؛ زادهٔ ۲۱ اوت ۱۹۹۰) یک بازیکن فوتبال اهل ایالات متحده آمریکا است. وی هم‌اکنون بازیکن تیم هیوستون دینامیو است.